# Pseudeuophrys vafra
Pseudeuophrys vafra är en spindelart som först beskrevs av John Blackwall 1867.  Pseudeuophrys vafra ingår i släktet Pseudeuophrys och familjen hoppspindlar. Inga underarter finns listade i Catalogue of Life.